# Woudwetering
De Woudwetering is een kanaal in de gemeente Kaag en Braassem in het noorden van de Nederlandse provincie Zuid-Holland. Over vrijwel de volle lengte van het kanaal strekt het lintdorp Woubrugge zich uit op beide oevers. Ten oosten van het kanaal bevindt zich de Vierambachtspolder, ten westen de Polder Oudendijk en de Boepolder. Het kanaal heeft een noord-zuid oriëntatie; het is 2,1 km lang en geheel recht. In de dorpskern van Woubrugge bevindt zich een brug; hier kruist Provinciale weg 446 het kanaal.
In het noorden komt de Woudwetering bij de Wijde Aa uit in het Paddegat, een arm van het Braassemermeer. Aan de zuidkant gaat de Woudwetering bij de gemeentegrens met Alphen aan den Rijn over in de Heimanswetering. De Heimanswetering komt 2,15 km verder uit in de Oude Rijn.
Het water maakt deel uit van de scheepvaartroute Oude Rijn - Heimanswetering - Woudwetering - Paddegat - Braassemermeer - Oude Wetering - Ringvaart van de Haarlemmermeerpolder. Deze route was belangrijk als waterweg waarlangs kerosine werd verscheept naar Schiphol. Pijpleidingen hebben die rol nu overgenomen. Wel is de Woudwetering nog een van drukste pleziervaartroutes van Nederland en is onderdeel van de Staande Mastroute van Zeeland naar het IJsselmeer.

De Woudwetering is een primair boezemwater binnen het Hoogheemraadschap van Rijnland en heeft een gemiddeld waterpeil van ca. 60 cm beneden NAP.
Langs de westzijde van de wetering staat op de dijk in het centrum van Woubrugge de monumentale Nederlands Hervormde Kerk; een Rijksmonument. Aan de zijde van de Vierambachtspolder (de oostzijde) staan een oud raadhuis waar voorheen recht werd gesproken en een Gereformeerde kerk.

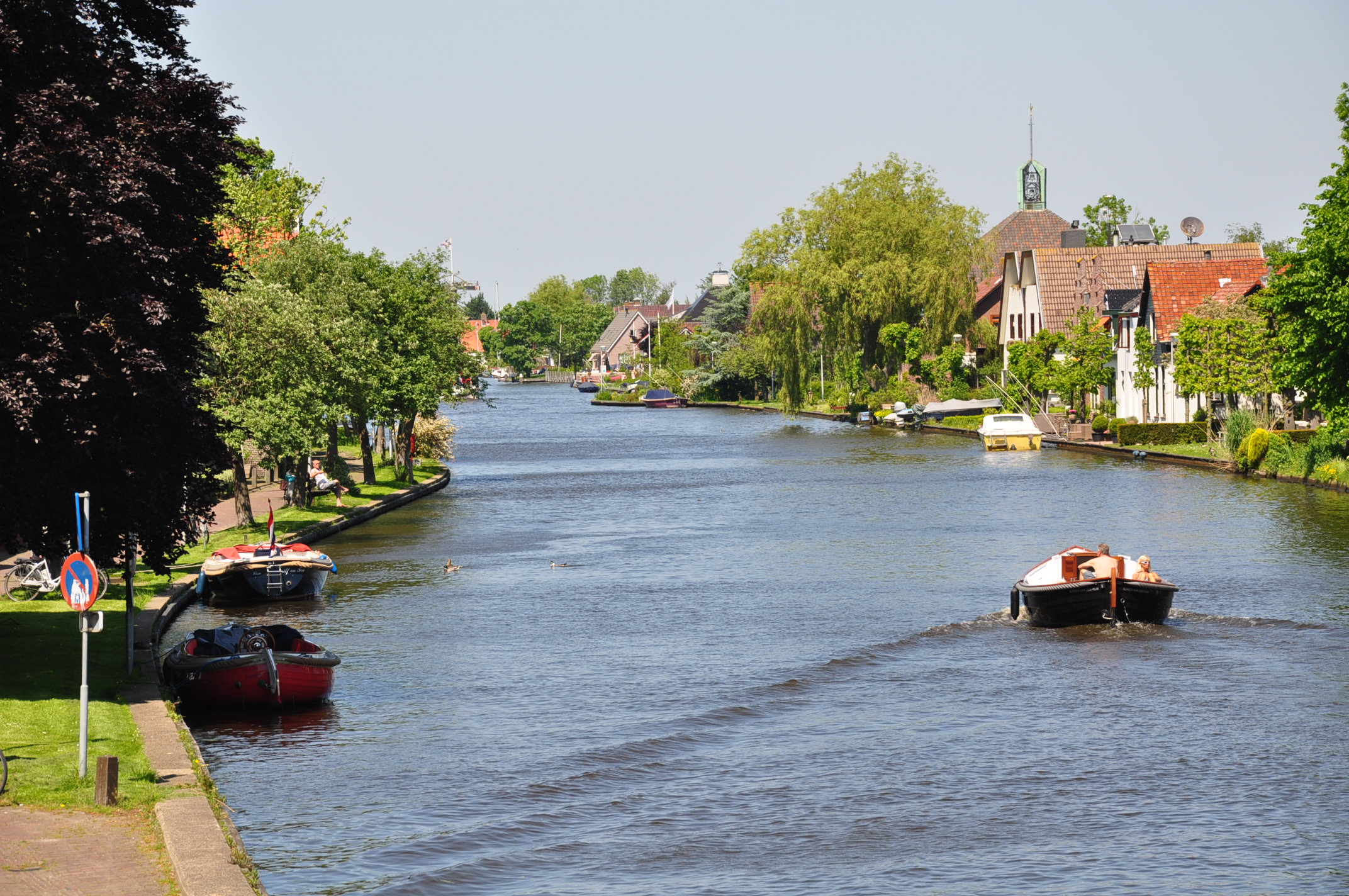
De Woudwetering snijdt dwars door Woubrugge
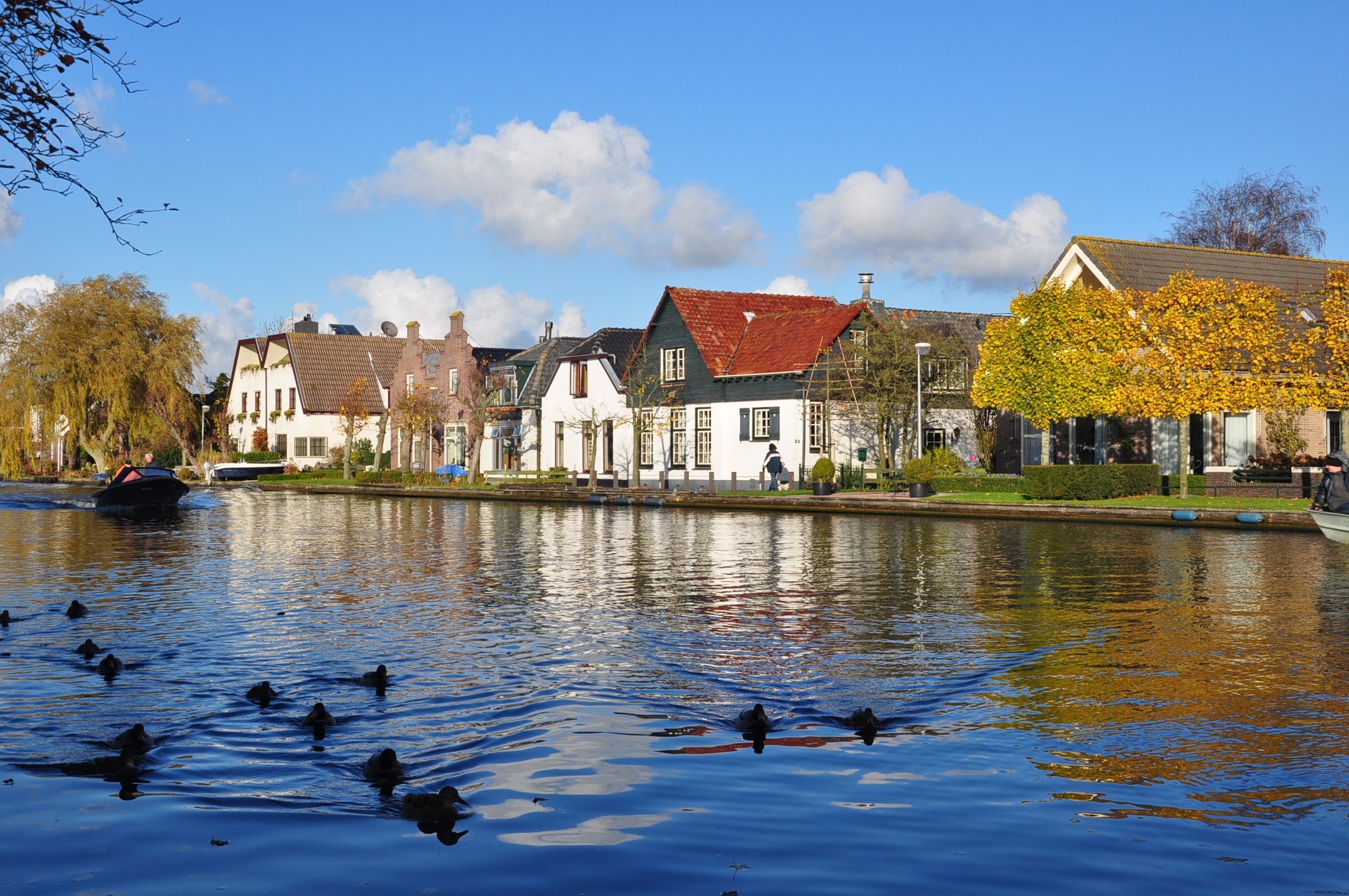
De Woudwetering
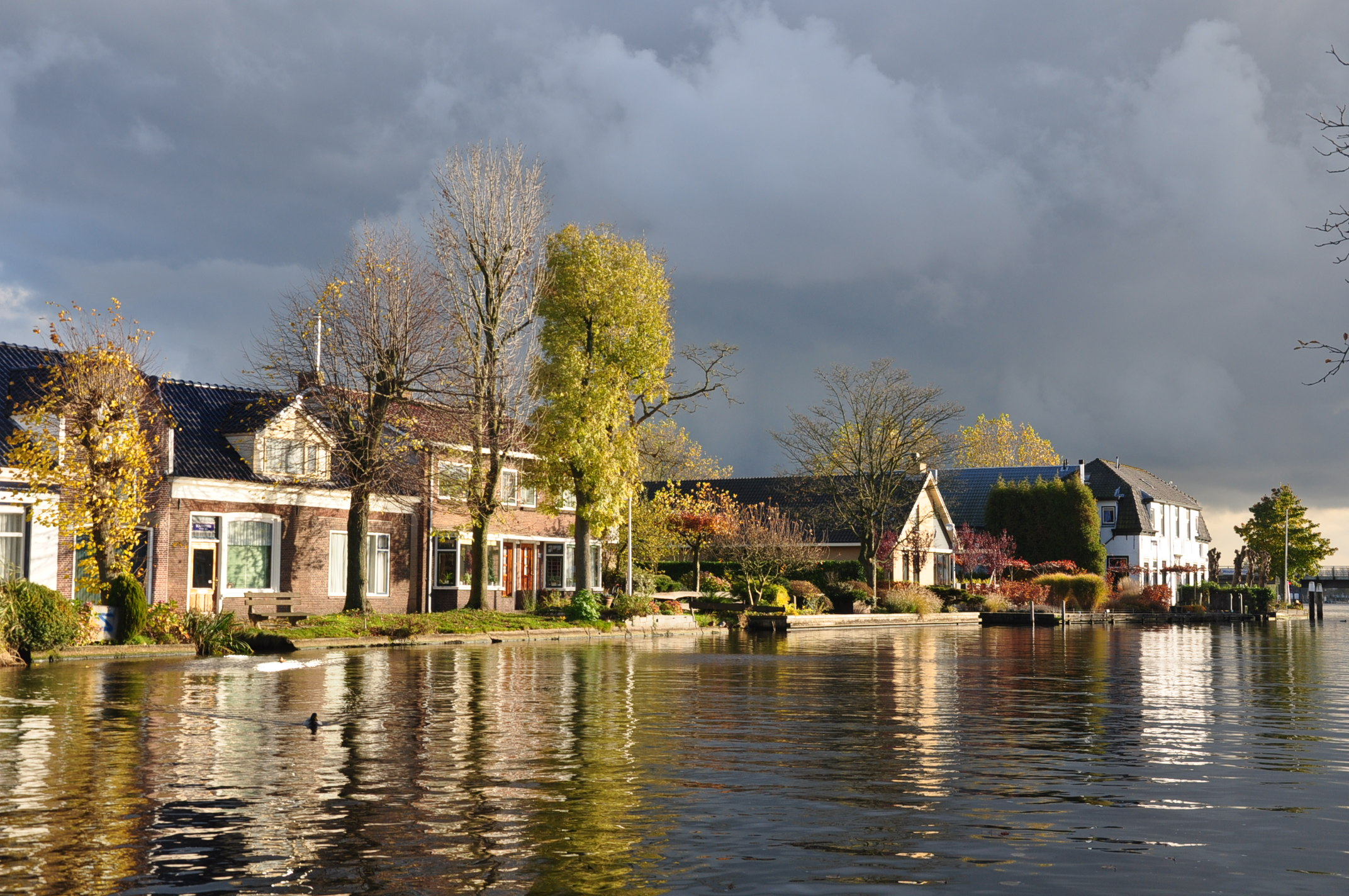
De Woudwetering in november
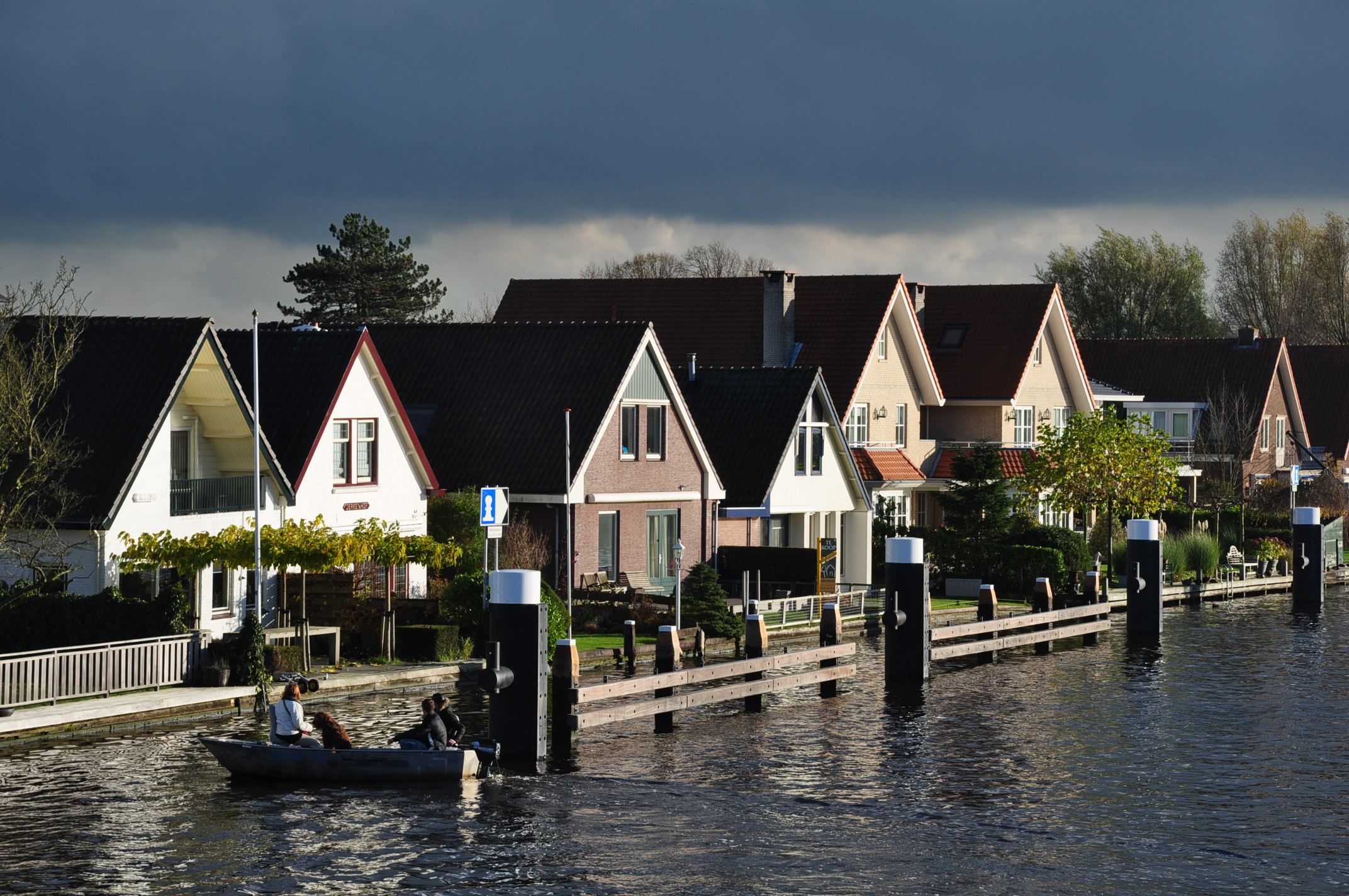
De wetering op een sombere dag